# Mesa electoral
Las mesas electorales son órganos formados por ciudadanos elegidos por sorteo, encargados de recibir los votos de los ciudadanos y de hacer el recuento en un proceso de elecciones. Les corresponde presidir el acto de votación, controlar el desarrollo de la votación y realizar el recuento y el escrutinio.

## Por países

### España
Las mesas forman parte de la administración electoral, y sus miembros gozan de inmunidad e inviolabilidad durante toda la jornada electoral, y solo pueden ser detenidos en caso de flagrante delito. Durante esa jornada, no pueden ser inculpados ni procesados sin la previa autorización del Tribunal Supremo.
Cada mesa electoral corresponde, en principio, a una sección electoral. Si el número de electores de una sección lo hace aconsejable o la población es muy diseminada, una sección electoral se puede dividir en varias mesas electorales, siempre que el resultado no dé el número de electores adscritos a una mesa es inferior a 200. El ámbito geográfico que corresponde a una mesa lo propone el Ayuntamiento local, y lo decreta el Gobierno, oída la Oficina del Censo Electoral.

#### Composición

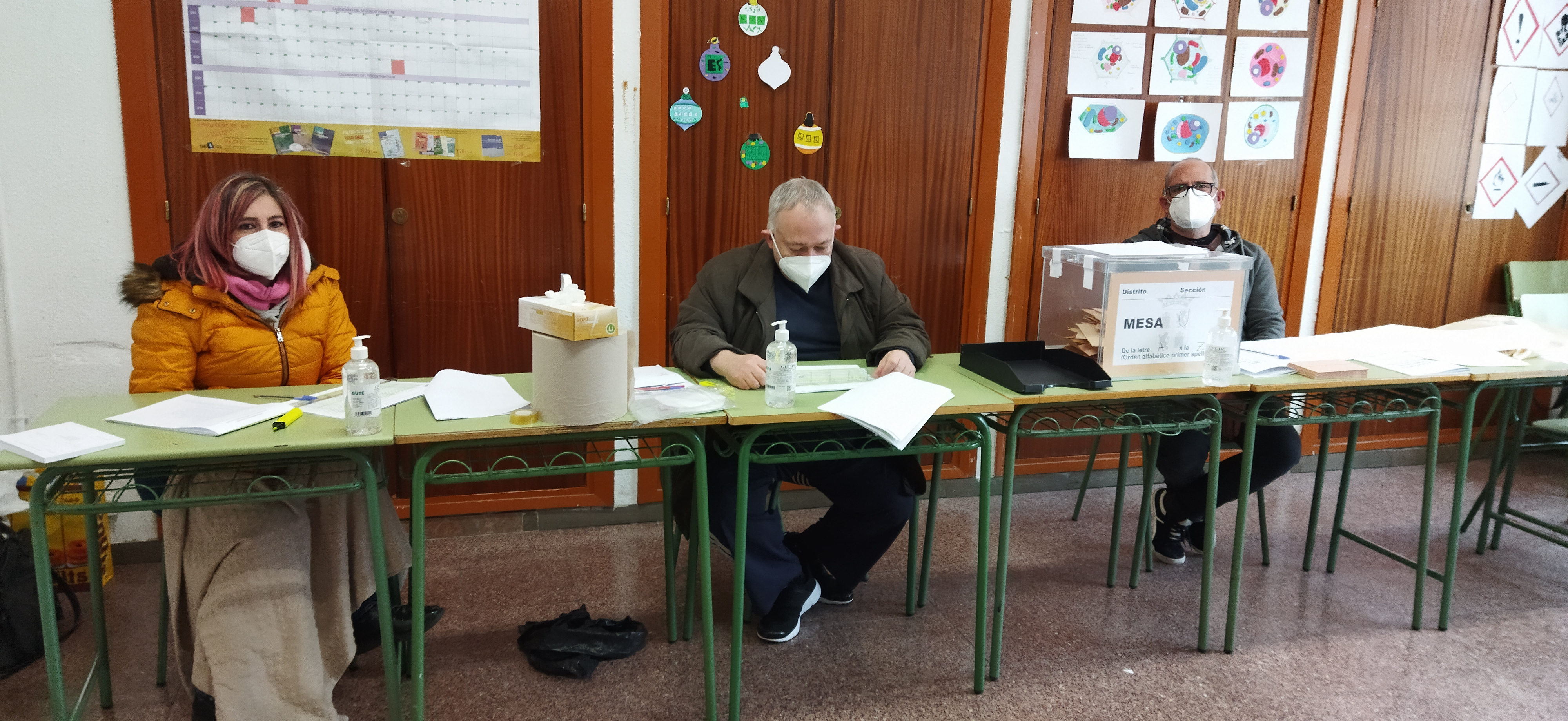
Mesa electoral en España compuesta por sus tres miembros y la urna de votación.

Está compuesta por una persona que actúa de presidente, más dos vocales. Ninguna de ellas puede ser candidato del proceso electoral.
Los cargos son elegidos por sorteo público entre los electores de cada mesa, que realiza cada ayuntamiento para las mesas de su municipio. Las personas elegidas tienen la obligación de acudir el día de las elecciones. No presentarse sin justificación es un delito electoral, con penas de prisión de tres meses a un año o multa de seis a veinticuatro meses.
Los cargos son de obligado cumplimiento, salvo impedimentos y justificaciones contempladas en la Ley Orgánica del Régimen Electoral General. Las personas de 70 o más años están excluidas del sorteo, y quienes de 65 años o más pueden pedir un relevo.
Cada miembro de mesa recibe un manual elaborado por la Junta Electoral Central y aprobado por Acuerdo del Consejo de Ministros o de los Consejos Ejecutivos de las Comunidades Autónomas.

### Perú

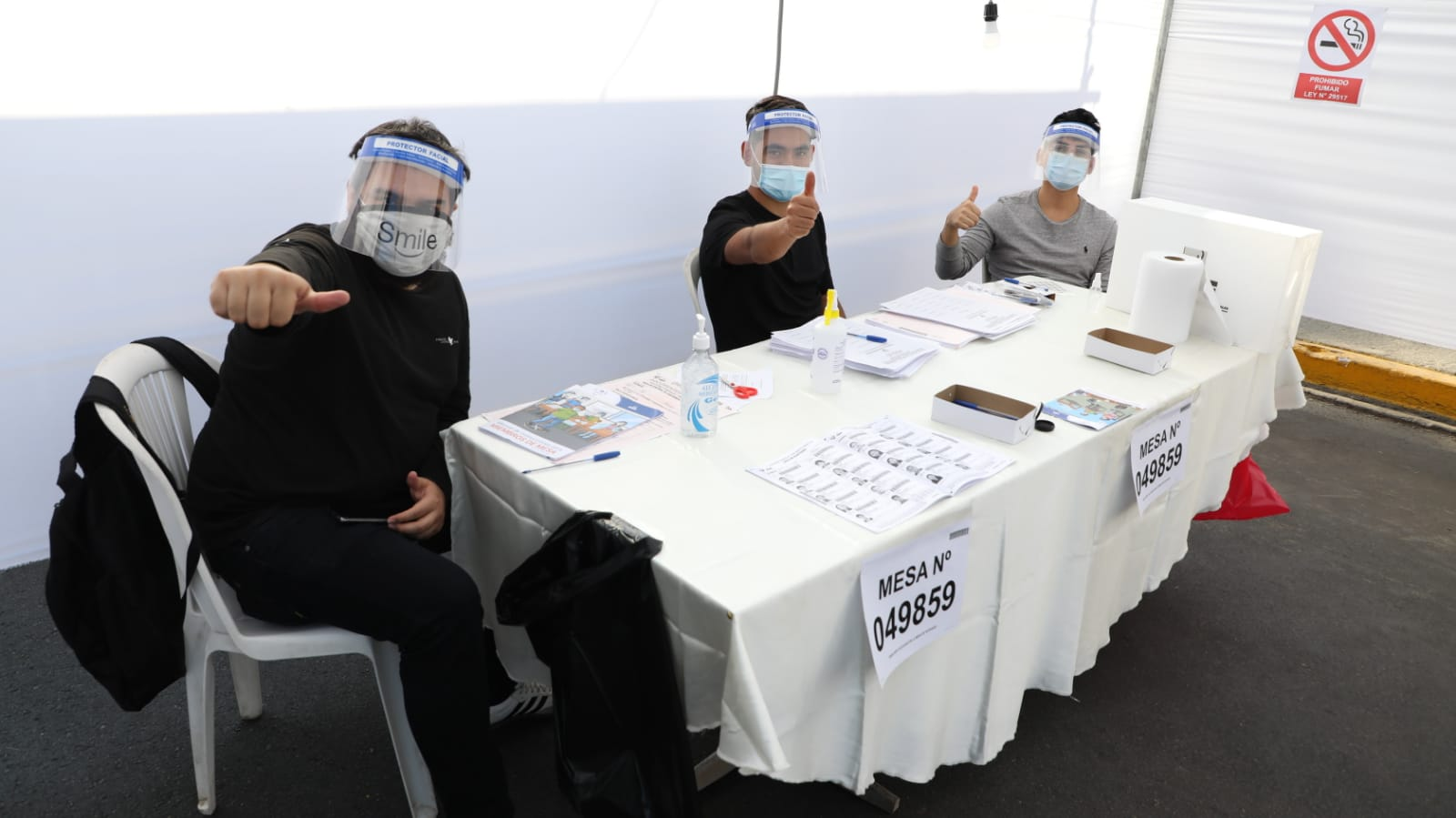
Miembros de mesa usando protección durante la pandemia de Covid-19

En Perú la mesa está constituida por tres miembros: el presidente, el secretario y un tercer miembro. La ONPE prepara un manual y capacitación para los miembros de mesa quienes reciben una compensación salarial por su desempeño.